# أدونيس مسنن
الأدونيس المسنن (باللاتينية: Adonis palaestina) نوع نباتي ينتمي إلى جنس الأدونيس أو عين الجمل من الفصيلة الحوذانية.

## الموئل والانتشار
موطنه بلاد الشام والمغرب العربي وإسبانيا.
هذا النبات سام كبقية أنواع الأدونيس.